# Budajenő
Budajenő is een plaats (község) en gemeente in het Hongaarse comitaat Pest. Budajenő telt 1380 inwoners (2001).